# Gemeentelijke HTS (Den Haag)
De Gemeentelijke HTS was een onderwijsinstelling voor Hoger Beroepsonderwijs in Den Haag, oorspronkelijk gevestigd aan de Sneeuwbalstraat in de  Bomen- en Bloemenbuurt, later aan de Wegastraat in de Binckhorst.

## Geschiedenis
In mei 1942 werd door de gemeenteraad van Den Haag krediet beschikbaar gesteld voor het oprichten van een Middelbare Technische School. Het onderwijs aan de nieuwe instelling begon in oktober van dat jaar in het gebouw van de voormalige Polytechnische School aan de Sneeuwbalstraat 137. In 1957 werd deze MTS een Hogere Technische School.
Het gebouw aan de Sneeuwbalstraat voldeed niet en in 1964 werd een nieuw gebouw aan de Wegastraat 60 betrokken, ontworpen door Sjoerd Schamhart.
In 1964 bood deze HTS de opleidingen Werktuigbouwkunde en Elektrotechniek. In 1967 kwam daar de studierichting Chemische Technologie bij, in 1974 gevolgd door Hogere Informatica. In 1987 ging de gemeentelijke HTS op in de nieuw opgerichte Haagse Hogeschool.